# Jeff Moss (hacker)

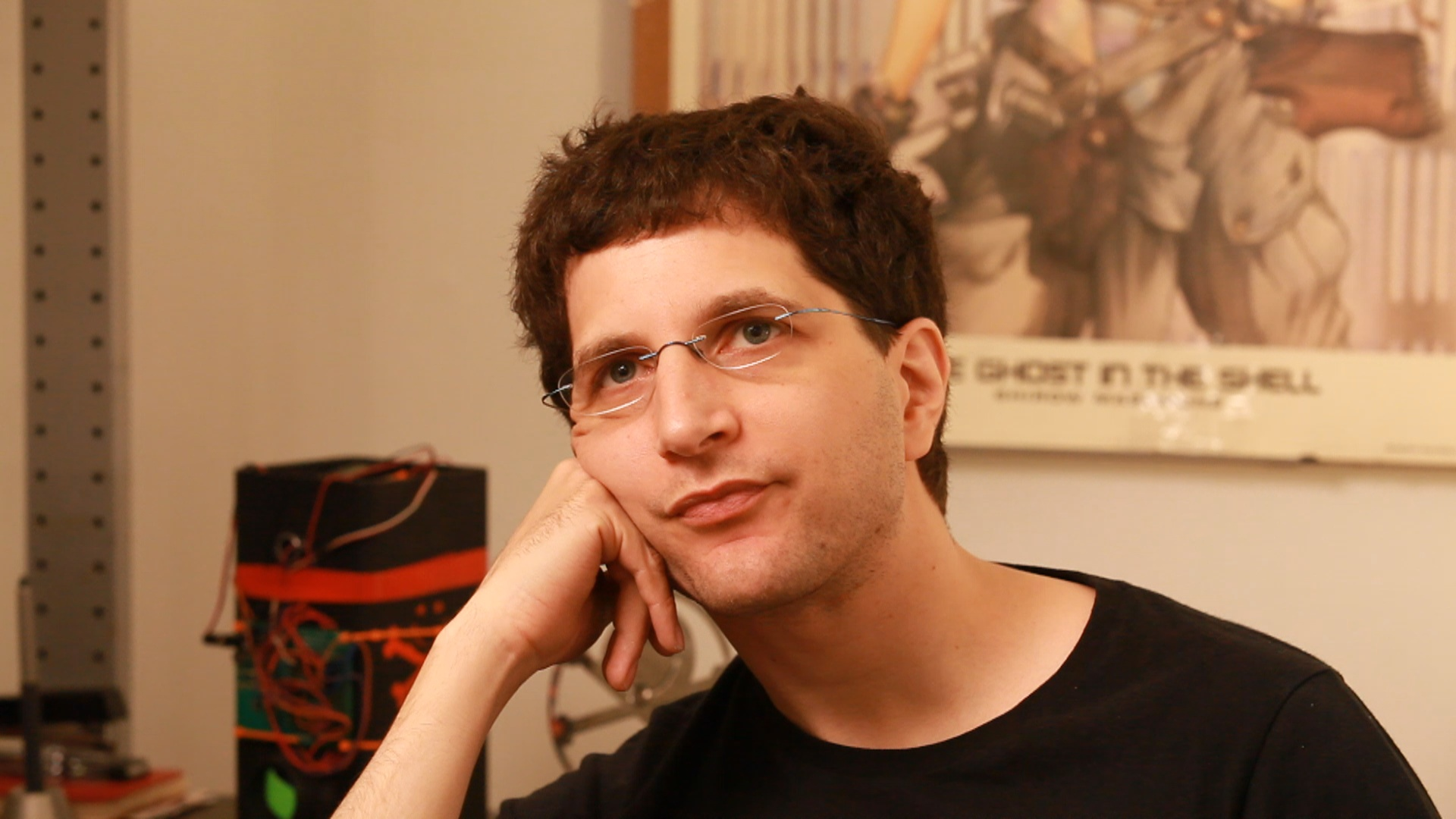

Jeff Moss, también conocido como el Dark Tangent, es el fundador de Black Hat Briefings y DEF CON, conferencias de grupos de hackers.

## Biografía
Moss se graduó de la Universidad de Gonzaga, con una licenciatura en Justicia Criminal.
En 2005, vende la empresa Black Hat a CMP Media, a una subsidiaria de United Business Media, Reino Unido, por 13,9 millones de dólares, DEF CON, no fue incluido en la venta.
En 2009, Moss se incorporó al grupo de asesores de la administración Obama para la HSAC (Consejo Asesor de la Seguridad Nacional) y este mismo año comenzó a trabajar como Jefe de Seguridad de la ICANN, Corporación de Internet para la Asignación de Nombres y Números.